# Rékes
Rékes (románul: Revetiș) falu Romániában, a Partiumban, Arad megyében.

## Fekvése
Borossebestől délkeletre, Gurahonctól nyugatra, a Fehér-Körös jobb partján, Borosrósa és Décse közt fekvő település.

## Története
Rékes a középkorban Zaránd vármegyéhez tartozott.
A falut 1553–1561 között említette először oklevél Revkecz néven. 1574-ben Revekes, 1613-ban Rebetisul, 1746-ban Revetés, 1808-ban Revetes, 1913-ban Rékes néven írták.
1851-ben Fényes Elek írta a településről: „Revetis, Arad vármegyében, 7 katholikus, 423 óhitü lakossal, anyatemplommal.”
A trianoni békeszerződés előtt Arad vármegye Borossebesi járásához tartozott.
1910-ben 568 lakosából 566 fő román, 2 magyar volt. A népességből 566 fő görögkeleti ortodox volt.
A 2002-es népszámláláskor 348 lakosa közül 328 fő (94,3%) román, 18 (5,2%) cigány, 2 (0,6%) ukrán volt.